# Le Coche et la Mouche
Ne doit pas être confondu avec La Mouche et la Fourmi.
Le Coche et la Mouche est la neuvième fable du livre VII de Jean de La Fontaine situé dans le second recueil des Fables de La Fontaine, édité pour la première fois en 1678.

## Contexte d'écriture
La fable fut écrite en 1663 à Bellac pendant que Jean de la Fontaine y séjournait quelques jours.
Pour écrire cette fable, La Fontaine a mêlé des éléments empruntés à Phèdre (« La mouche et la mule ») et à Abstémius (I, 16, « La mouche qui, perchée sur un quadrige, disait qu'elle soulevait la poussière »). La morale est tirée de la fable de Phèdre « Tibère et l'esclave trop zélé » (ou « Tibère et l'intendant »).

## Analyse
La fable met en scène des chevaux qui ont de grandes difficultés à tirer un coche ensablé dans une montée. La pente est telle que même les passagers descendent du véhicule pour pousser et aider ainsi les bêtes de trait. Ils y parviennent, malgré la présence d'une « mouche » (un insecte piqueur) qui les importune en les piquant et qui, à la fin, s'attribue la réussite de l'entreprise.
La fable a donné l'expression « mouche du coche ». Une mouche du coche est une personne qui a un comportement inutile, voire nuisible ou désagréable, et qui s'attribue la réussite d'autrui.

## Texte de la fable
[Phèdre,, + Abstemius]

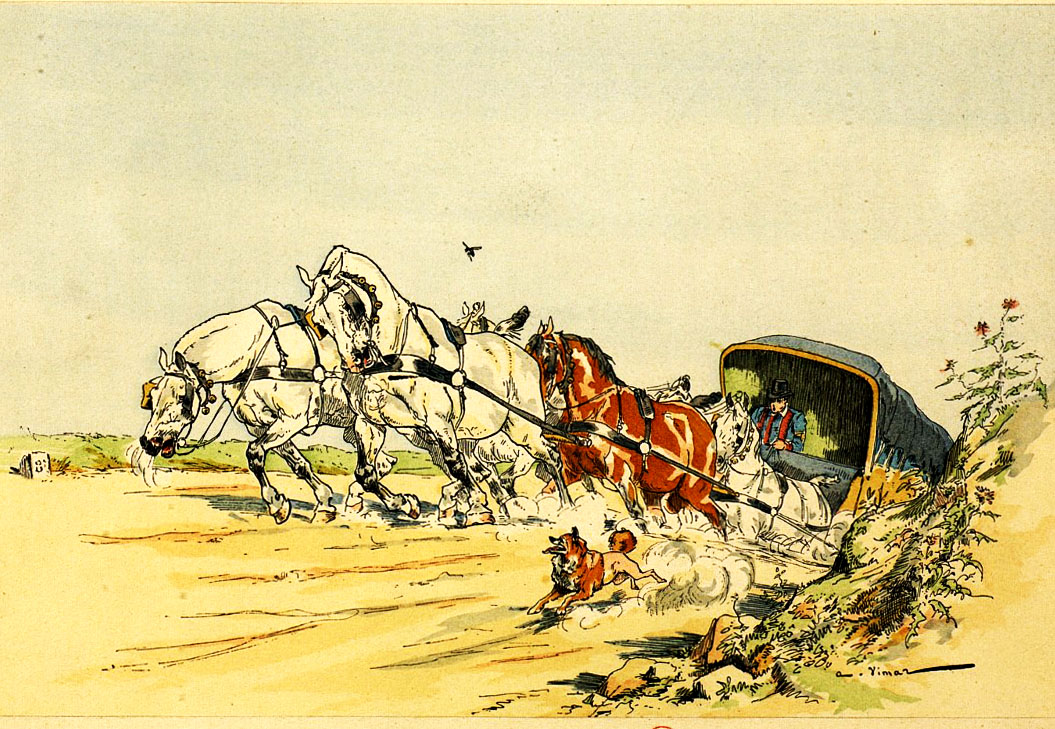
Illustration d'Auguste Vimar (1897).

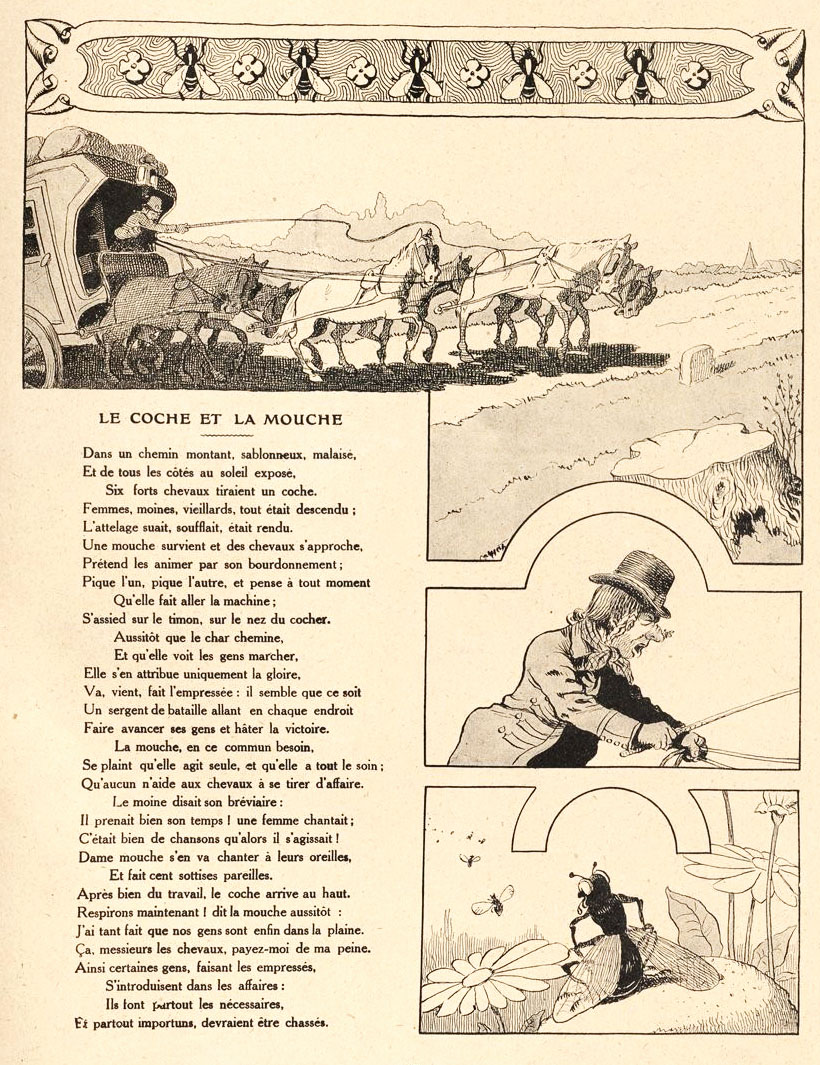
Illustration de Benjamin Rabier (1906).

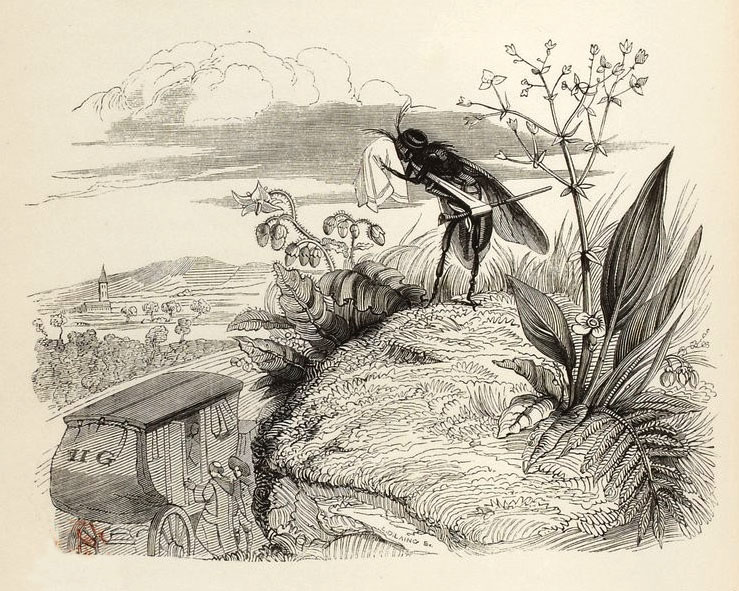
Dessin de Grandville (1838-1840).

Dans un chemin montant, sablonneux, malaisé,

Et de tous les côtés au soleil exposé,

Six forts chevaux tiraient un coche.

Femmes, Moine, Vieillards, tout était descendu.

L'attelage suait, soufflait, était rendu.

Une mouche survient, et des chevaux s'approche ;

Prétend les animer par son bourdonnement ;

Pique l'un, pique l'autre, et pense à tout moment

Qu'elle fait aller la machine,

S'assied sur le timon, sur le nez du cocher ;

Aussitôt que le char chemine,

Et qu'elle voit les gens marcher,

Elle s'en attribue uniquement la gloire ;

Va, vient, fait l'empressée ; il semble que ce soit

Un sergent de bataille allant en chaque endroit

Faire avancer ses gens, et hâter la victoire.

La mouche en ce commun besoin

Se plaint qu'elle agit seule, et qu'elle a tout le soin ;

Qu'aucun n'aide aux chevaux à se tirer d'affaire.

Le moine disait son bréviaire ; 

Il prenait bien son temps ! une femme chantait ; 

C'était bien de chansons qu'alors il s'agissait !

Dame Mouche s'en va chanter à leurs oreilles,

Et fait cent sottises pareilles.

Après bien du travail le Coche arrive au haut.

Respirons maintenant, dit la Mouche aussitôt :

J'ai tant fait que nos gens sont enfin dans la plaine.

Ça, Messieurs les Chevaux, payez-moi de ma peine.

Ainsi certaines gens, faisant les empressés,

S'introduisent dans les affaires :

Ils font partout les nécessaires,

Et, partout importuns, devraient être chassés.
— Jean de La Fontaine, « Le Coche et la Mouche », Fables, contes et nouvelles

## Postérité

### Mise en musique
- Benjamin Godard, 6 Fables de La Fontaine, Op.17, 1872, p. 17-24. Pour voix et piano. [lire en ligne (page consultée le 20 août 2023)]

### Lecture
- Louis De Funès, « Le Coche et la Mouche » dans Fables de la Fontaine pour les petits et les grands, 1970, vinyle LP.

### Adaptation
- En paralloïdre, par André Martel, « Le Moscacoche » dans Didier Paschal-Lejeune (dir.), Cheval d’attaque, no 10-11-12, 1974, p. 135-136[N 6].